# 宇宙戰艦大和號
《宇宙戰艦大和號》（日语：宇宙戦艦ヤマト）是1974年於读卖电视台和日本电视台所播映的科幻動畫系列作品，同時也是劇中登場的宇宙戰艦及主题歌名称。全26話，該部是「宇宙戰艦大和號系列」的第一部作品。故事設定於發生星際戰爭的未來世界觀，因應被太阳系外的敌人加米拉斯帝国的入侵，地球防卫军利用外星球提供的技术，将睡于海底的大和號戰艦改造为宇宙战舰，並展開其深遠征程和戰鬥的冒險故事。 
《宇宙戰艦大和號》是日本最具影響力的動漫系列之一。其故事以嚴肅的主題和複雜的故事情節為主軸，在播映後大獲好評，因而引起了科幻動畫片的熱潮，被視為日本動畫黃金時代的代表作，其作後續也影響未來作品，包括《GUNDAM系列作品》、《新世紀福音戰士》和《超時空要塞》，以及《太空侵略者》等電子遊戲。
1980年中華電視台購得台灣播映權，以《宇宙戰艦》為名播出配音版，中文主題曲由孫儀作詞、汪石泉作曲、新和兒童樂隊合唱團主唱、月球唱片發行。

## 故事大綱
西元2199年，来自太阳系外的敌人加米拉斯帝国，为了挽救母星的危亡，开始侵略其他星球。地球军在与加米拉斯帝国军的交战中惨败，同时加米拉斯帝国军向地球发射大量含有放射能的游星炸弹。地球的抵抗力量越来越弱。本与加米拉斯为双子星球的伊斯坎达尔星球仗义相助，向地球发送了波动引擎的设计图纸，并告知地球军本星球拥有清除放射能的设备“宇宙清洗器D(2199稱 Cosmo Reverse system)”。在与欧洲、美洲失去联系的情况下，地球防卫军利用伊斯坎达尔星球提供的技术将沉睡于海底的大和號戰艦改造为宇宙战舰。大和号全体乘员踏上了取回“宇宙清洗器D”的漫漫征程。

## 登場角色
- 沖田十三：納谷悟朗
- 古代進：富山敬
- 森雪：一龍齋春水
- 島大介：仲村秀生
- 真田志郎：青野武
- 佐渡酒造、徳川彦左衛門：永井一郎
- 相原義一：野村信次（日语：野村信次）
- 加藤三郎：野村信次（＃3）、山田俊司（＃8、10）、神谷明（＃13～最終話）
- 山本明：野村信次
- 南部康雄：加村赳夫（日语：加村赳夫）（＃3）、野村信次（＃13）、山下敬介（＃20）
- 太田健二郎：安原義人
- 薮助治：池水通洋（＃10）、緒方賢一（＃25）
- 根本明
- 杉山和彦
- 古代守：廣川太一郎（日语：広川太一郎）
- 島次郎：坂田純子（日语：坂田純子）
- 島の母：千千松幸子
- 雪の父：青野武
- 古代の父：矢田耕司
- 古代の母：坪井章子（日语：坪井章子）
- 相原の父：安原義人
- 相原の母：坪井章子

## 制作

### 缘起
本部作品的企划案始于1973年，由西崎義展和山本暎一合力运作。当时西崎義展受到美国科幻小说家海因莱因所著小说《玛土撒拉之子》中“从危机重重的地球逃出飞向宇宙”的情节刺激，以创造“太空歌剧”为考量，推出了本作的企划。后来经过藤川桂介等创作群的润色，逐渐形成了如下文“基本故事”一栏所述的情节框架。
当松本零士于1974年接替山本暎一出任导演之后，参照司马辽太郎所著的知名历史小说集《新選組血風錄》对部分设定进行了调整，最终形成了“年轻人的群像剧”这一格局。
動畫部分，則是由オフィス・アカデミー負責製作，石黑昇全力协助松本零士执导本片，检查全部的分镜头脚本，并成功地将西崎义展制片人和松本零士导演的构想加以具象化。受西崎委托参加制作的舛田利雄当时只来得及出席三次企划会议，未能直接参与TV版第一作的制作。富野喜幸（现名富野由悠季）、安彦良和等人负责分镜头剧本。然而富野因擅自改编分镜头剧本的故事情节，仅仅参加了四集制作就被迫离职。
在音乐方面，由于制作人的严格坚持，《宇宙战舰大和号》系列的配乐均采用了大型乐队或全编制交响乐团演奏的形式。在《宇宙战舰大和号》诞生之前，这种大规模制作的配乐还是比较少见的。此后采用交响乐团演奏配乐的日本动画片开始逐年增多。

### 影响

#### 日本
《宇宙战舰大和号》第一部TV版动画1974年初次播出时，受到同時段其他电视台节目如《小天使》、《龍龍與忠狗》與特攝作品《猿之軍團》等影響造成收视不佳，原本預定至少製作至39集（當初企畫案中則是到52集）的內容，也被大幅縮減為以26集提前結束。當時口碑也僅限于日本科幻爱好者之中，同年获得日本科幻协会颁发的星云奖。
然而，当TV版重播时，从关西地区开始，受到观众的普遍好评，收视率步步走高。此后随着剧场版动画的公映和后续作品的产生，《宇宙战舰大和号》系列动画成为日本动画业兴起的指标性作品，松本零士也成为受到青少年读者欢迎的人气漫画家。《宇宙战舰大和号》系列的高人气，也使得为动画角色配音的声优获得了日本社会的更多关注，从而为日本声优行业的发展打下了伏笔。
《宇宙战舰大和号》系列的粉丝团极盛时期多达851个（日本全国），人数15万人。粉丝团在西崎义展的号召下，通过广播点歌、张贴电影海报等活动，为整个系列拉抬了人气。由于《宇宙战舰大和号》系列成功地将初高中生等年龄较大的群体拉入动画片的受众群，面向这一群体的动画杂志也营运而生。此前日本不存在专门的动画杂志。由于《月刊OUT》等杂志刊发《大和号》相关特辑或增刊的反响，逐渐催生了專門的动画专业杂志。
根据日本动画制作公司SUNRISE的元老飯塚正夫、山浦栄二、吉井孝幸三人的证言，《机动战士鋼彈》是结合《宇宙战舰大和号》的成功和失败经验，针对《宇宙战舰大和号》催生出的青少年收视群体量身打造的企划。在最初的构想中，《机动战士鋼彈》是以宇宙航母“飞马号”为主角的。同时根据萬代的表态，发展机动战士鋼彈相关玩具的过程中，该公司充分应用了开发《宇宙战舰大和号》衍生玩具时积累的经验和技术。

#### 海外
1978年，宇宙战舰大和号的第一部剧场版以Space Cruisers为名在美国进行商业放映。1979年-1980年，美国播出了《宇宙战舰大和号》和《宇宙戰艦大和號2》的英语译制改编版，名为Star Blazers，嗣后又引进了《宇宙戰艦大和號3》。但因为时隔太久，配音演员阵容发生变动，致使《宇宙戰艦大和號3》在美国播出时，人气有所下落。美国版Star Blazers相对于当时在美国播出的其他日本动画，故事上的改动相对有限，保留了宇宙战舰的前身是日本海军大和号战列舰的故事背景，仅将地球方人物姓名改成了盎格鲁-撒克逊风格的名字，并删除了饮酒、性骚扰、特攻等情节。Star Blazers在美国催生出多个漫画版本，销量参差不齐。
在巴西，《宇宙战舰大和号》播出时被更名为Patrulha Estelar，意即星际巡游者，此版本在巴西放映时获得收视成功。
在华语地区，《宇宙战舰大和号》曾先后在香港、台湾播出，香港译名为《太空奇舰》，台湾最早译名为《宇宙战舰》（但為電視版第一、二部連續播出）。普威尔国际股份有限公司曾于台湾推出经日方授权的正版DVD及VCD。
在韩国，《宇宙战舰大和号》被更名为《宇宙战舰V号》（우주전함V호）播出，后引发模仿风潮，引发出名为《银河舰队地球号》的跟风作品。

## 模仿與致敬
- 《宇宙战舰大和号》在韩国被多次模仿，除《银河舰队地球号》之外，还有生硬抄袭其创意的《跆拳V外传之宇宙战舰龟船》（金青基导演）

在日本，由于《宇宙战舰大和号》对日本动画界的重要意义，所以《宇宙战舰大和号》一直被不断地模仿和致敬。包括《飞跃巅峰》、《机动战士高达》、《机动战舰大和抚子》、《宇宙战舰山本洋子》、《超时空要塞》（由《宇宙战舰大和号》第一部TV版的执行导演石黑昇亲自执导）等作品，都可看得到《宇宙战舰大和号》的影子。
- 在派拉蒙日本分公司直接制作的《星际迷航：下一代》（STAR TREK：THE NEXT GENERATION）日语配音版的第28集中，甚至出现了这样的台词：「那是戰艦大和號！!!」「U.S.S.企業號呼叫宇宙戰艦大和號（英文原文为U.S.S YAMATO），請回答」。
- 在美国，环球影业制作并于1978年-1979年播出的电视剧《太空堡垒卡拉狄加》被认为有如下情节点与1974年版《宇宙战舰大和号》（当时已在美国电视网播出）相似：
  - 主人翁是宇宙战斗机驾驶员，经常和另一位船员组成搭档行动。
  - 舰队在特定星球遭遇敌人设置的巨炮，不得不派遣秘密突击队炸毁巨炮杀出血路。
  - 人类舰队一开始遭到毁灭性打击，主人公所在的舰队（战舰）为挽救（复兴）人类文明不得不开始远征。
- 美國知名電玩公司暴雪娛樂所開發的即時戰略遊戲《星际争霸》中，人類（Terran）的戰巡艦上配備的終極武器就命名為“大和砲（yamato cannon）”，被許多玩家認定是向《宇宙戰艦大和號》致敬。
- 本漫畫劇場版的主題音樂獲西日本旅客鐵道設定為吳線吳車站的入線音樂，以紀念以製作大和號戰艦而聞名於世的吳市周邊的造船業及海軍設施。

## 战舰基本设定
宇宙战舰大和号（地球防卫军日本部队所属）

### 動畫版（原作）
- 性能诸元：
  - 全長265.8 m / 全幅34.6m / 全高77.0m / 基準排水量62,000吨 / 乗員114名
  - 动力系统：波动发动机×1、辅助发动机×2 / 具备通过折叠空间进行空间跳跃的能力。
  - 舰载武器：
    - 核心武器：艦首波動炮（収束型）×1
    - 主砲：48cm[46cm]三連装衝撃炮×3
    - 副砲：20cm[15cm]三連装衝撃炮×2、煙突导弹发射架（8联装） / 艦首导弹发射架×3門×2、後部同×3門×2 / 両舷側导弹发射架×16門 / 多部4連装対空激光炮、側面機雷投射機、波動爆雷投射機

- 舰载机、舰载飞船：COSMO ZERO战斗机、BLACKTIGER量产战斗机、COSMO HUNT探测飞船、救命艇、上陸用舟艇、中型雷撃艇、修理艇、大气圏内外两用运输船、各種探索艇、圆盘型救命機、信浓号特务艇
  - 特殊装备：充气式欺敌假目标

### 動畫版（新作）
編號BBY-01
- 性能諸元：
  - 全長: 333 m
  - 艦闊: 46.3 m
  - 艦高: 94.54 m
  - 乘員: 999名
  - 動力系統：次元波動引擎一具（具備空間跳耀能力與供「波動砲」能量）、74式輔助火箭引擎兩具。
  - 艦載武器：
    - 核心武器：次元波動爆縮放射機（200cm口徑，通稱「波動炮」）艦艏一門
    - 主砲：48cm三連装陽離子衝撃炮三座
    - 副砲：20cm三連装陽離子衝撃炮兩座
    - 魚雷發射管：艦艏三連裝兩座、艦尾三連裝兩座
    - 艦載飛彈發射系統（煙囪八連裝、艦底八連裝、兩舷八連裝各一座）
    - 94式爆雷投射機兩座
    - 連裝雷射防空炮多座

- 艦載機：零式52型艦載戰鬥機（COSMO ZERO）2架、99式空間戰鬥攻擊機（COSMO FALCON）多架、SC97空間通用運輸機（COSMO Seagull）、百式空間偵察機、試製空間戰鬥攻擊機（COSMO TIGER I）1架（2202登場）、1式空間戰鬥攻擊機（COSMO TIGER II）多架（2202登場）、2式空間機動甲冑多具（2202登場）。2艘90式內火艇

### 真人版
- 性能诸元：
  - 全長534.02m / 全幅93.62m / 全高154.33m
  - 行动能力：0.99倍光速 / 具备通过折叠空间实现空间跳跃的能力，空间跳跃时为超光速航行。
  - 舰载武器：
    - 核心武器：波动炮。由于波动炮和空間跳躍時的波动引擎采用同一能源。因此波动炮射击后一定时间内不能进行空间跳跃。
    - 主砲：三連装衝撃砲x3、三連装冲击加农砲x2
    - 次要武器：有激光砲群、艦首导弹六连装发射架、側面七连装导弹发射架、火箭弹、烟囱导弹发射架

- 舰载机：
  - 可变形隐形舰载机COSMO ZERO：全長15.32m / 全幅13.82m  / 全高3.68m/ 空重15950kg / 乗員1名（可两人同乘）
  - 高机动性舰载机COSMO TIGER：全長15.52m / 全幅10.33m / 全高2.76m / 空重14870kg / 乗员1名（可两人同乘）
  - 装甲运输机C-2101 Leonne Type-Y：全長14.5m / 全幅9.71m / 全高5.07m / 设计预定乘员数6名（驾驶员2名）

## 主要作品

### 原版動畫（1974-1983、2009）

#### 電視
- 宇宙戰艦大和號，1974年10月6日～1975年3月30日日本读卖电视台播放，全26集
- 宇宙戰艦大和號2  1978年10月14日～1979年4月7日播放，全26集
- 宇宙戰艦大和號 新的旅程1979年7月31日播出，電視特別篇1集
- 宇宙戰艦大和號III  1980年10月11日～1981年4月4日播放，全25集

#### 電影
- 宇宙戰艦大和號 - 1977年公開，是1974年第一部動畫的總集篇。
- 再見，宇宙戰艦大和號愛的戰士 - 1978年公開。
- 永遠的大和號 - 1980年公開。
- 宇宙戰艦大和號 完結篇 - 1983年3月19日公開。
- 宇宙戰艦大和號 復活篇 - 2009年12月12日公開。

### 重製版動畫（2013-）

#### 電視
- 《宇宙戰艦大和號2199》

2013年4月7日～2013年9月29日播放，全26集，是1974年第一部動畫內容的重製
- 《宇宙戰艦大和號2202 愛的戰士們》

2018年10月6日～2019年3月1日播放，全26集，是劇場版再見，宇宙戰艦大和號愛的戰士、宇宙戰艦大和號2內容的重製和改編
- 《大和號 永遠的REBEL 3199》

2024年7月19日上映

#### 電影
- 《宇宙戰艦大和號2199 追憶的航海》

宇宙戰艦大和號2199的總集篇
- 《宇宙戰艦大和號2199 巡星方舟》

2014年12月6日公開。宇宙戰艦大和號2199第24-25集之間的外傳故事
- 《宇宙戰艦大和號2205 新旅程》

2021年10月8日

### 真人電影版
- 宇宙戰艦大和號 - 2010年12月公開。主演：木村拓哉、黒木メイサ等。

### OVA
- YAMATO2520 - 1995年2月21日公開。

## 各話一覽
| 話數 | 標題 | 翻譯                               | 初回放映日    | 脚本     | 分鏡            | 演出助手   | 作畫監督                     | 背景         | 人類滅亡為止還有 |
| ---- | ---- | ---------------------------------- | ------------- | -------- | --------------- | ---------- | ---------------------------- | ------------ | ---------------- |
| 1    |      | 地球求救訊號!!宇宙戰艦大和號甦醒   | 1974年10月6日 | 藤川桂介 | 松本零士 石黑昇 | 井內秀治   | 蘆田豐雄                     | 椋尾スタジオ | -                |
| 2    |      | 發出號角!!宇宙戰艦大和號啟動!!     | 10月13日      | 藤川桂介 | 松本零士 石黑昇 | 井內秀治   | 白土武                       | 椋尾スタジオ | 364日            |
| 3    |      | 大和號出發!!29萬6千光年的挑戰!!    | 10月20日      | 藤川桂介 | 松本零士 石黑昇 | 石崎すすむ | 蘆田豐雄 (作畫演出)          | 水野尾純一   | 363日            |
| 4    |      | 驚奇世界!!飛越光速的大和號         | 10月27日      | 藤川桂介 | 富野喜幸 石黑昇 | 腰繁男     | 白土武                       | 東條俊壽     | 362日            |
| 5    |      | 脫離浮游大陸!!呼喚危機的波動砲!!   | 11月3日       | 藤川桂介 | 松本零士 石黑昇 | 石崎すすむ | 蘆田豐雄                     | 水野尾純一   | 361日            |
| 6    |      | 長眠於冰原的宇宙驅逐艦雪風!        | 11月10日      | 田村丸   | 安彦良和        | 井內秀治   | 白土武                       | 東條俊壽     | 359日            |
| 7    |      | 大和號沉沒!!命運的要塞攻略戰!!     | 11月17日      | 藤川桂介 | 松本零士 石黑昇 | 腰繁男     | 蘆田豐雄                     | 水野尾純一   | 356日            |
| 8    |      | 大和號背水一戰!!大破反射衛星砲撃!! | 11月24日      | 藤川桂介 | 安彦良和        | 石崎すすむ | 小川隆雄                     | 東條俊壽     | 354日            |
| 9    |      | 迴轉防禦!!星空環帶!!               | 12月1日       | 藤川桂介 | 安彦良和        | 腰繁男     | 小泉謙三                     | 水野尾純一   | 338日            |
| 10   |      | 再見了太陽圈！灌注超越銀河的愛!!   | 12月8日       | 田村丸   | 池野文雄        | 井內秀治   | 白土武                       | 東條俊壽     | 315日            |
| 11   |      | 決斷!!進入加米那斯絕對防衛線!!     | 12月15日      | 藤川桂介 | 安彦良和 石黑昇 | 腰繁男     | 蘆田豐雄                     | 水野尾純一   | 311日            |
| 12   |      | 命懸一線!!天狼座的願望之星地獄星球 | 12月22日      | 田村丸   | 安彦良和        | 石崎すすむ | 白土武                       | 東條俊壽     | 308日            |
| 13   |      | 快一點大和號!!地球生病了!!         | 12月29日      | 藤川桂介 | 小泉謙三 石黑昇 | 長谷川康雄 | 小泉謙三                     | 東條俊壽     | 305日            |
| 14   |      | 銀河試煉!!進入西元2200年!!         | 1975年1月5日  | 藤川桂介 | 安彦良和        | 腰繁男     | 蘆田豐雄                     | 水野尾純一   | 280日            |
| 15   |      | 必死的逃亡!!在異次元的大和號       | 1月12日       | 藤川桂介 | 白土武          | 石崎すすむ | 白土武                       | 水野尾純一   | 273日            |
| 16   |      | 必美拉星球，地下監獄的死刑犯!!     | 1月19日       | 山本暎一 | 安彦良和        | 野村和史   | 岡迫弘                       | 東條俊壽     | 267日            |
| 17   |      | 突擊!!巴拉諾頓特攻隊               | 1月26日       | 藤川桂介 | 松本零士 石黑昇 | 腰繁男     | 白土武                       | 東條俊壽     | 263日            |
| 18   |      | 漂浮的要塞島!!只有兩人的敢死隊!!   | 2月2日        | 藤川桂介 | 安彦良和        | 石崎すすむ | 蘆田豐雄                     | 東條俊壽     | 260日            |
| 19   |      | 宇宙的思鄉!!母親的眼淚是我的眼淚   | 2月9日        | 山本暎一 | 石黑昇          | 腰繁男     | 岡迫弘                       | 東條俊壽     | 255日            |
| 20   |      | 當巴蘭星球太陽掉下之日!!           | 2月16日       | 山本暎一 | 安彦良和        | 長谷川康雄 | 小泉謙三                     | 東條俊壽     | 253日            |
| 21   |      | 多梅爾艦隊!!必死的挑戰書           | 2月23日       | 藤川桂介 | 安彦良和        | 寺田和男   | 坂本三郎                     | 東條俊壽     | 215日            |
| 22   |      | 決戰!!七色星團的攻防戰!!           | 3月2日        | 藤川桂介 | 松本零士 石黑昇 | -          | 白土武                       | 東條俊壽     | 214日            |
| 23   |      | 終於來了!!麥哲倫星雲高電波!!       | 3月9日        | 山本暎一 | 安彦良和        | 石崎すすむ | 蘆田豐雄 小川隆雄 (作監補佐) | 東條俊壽     | 164日            |
| 24   |      | 死鬥!!神啊為了加米那斯哭吧!!       | 3月16日       | 山本暎一 | 安彦良和        | 腰繁男     | 小泉謙三                     | 東條俊壽     | 161日            |
| 25   |      | 一斯坎達爾，愛的星走向滅亡!!       | 3月23日       | 山本暎一 | 安彦良和        | 石崎すすむ | 岡迫弘                       | 東條俊壽     | 131日            |
| 26   |      | 地球啊!!大和號回來了!!             | 3月30日       | 藤川桂介 | 松本零士 石黑昇 | -          | -                            | 東條俊壽     | -                |

## 制作
- 监督：松本零士
- 企画・原案・製作・監製：西崎義展
- 編劇：藤川桂介
- 構成：舛田利雄、西崎義展、山本暎一
- 人物設定：松本零士
- 音乐：宮川泰
- SF設定:豊田有恒
- 監修：山本暎一、舛田利雄、豊田有恒
- 演出（执行导演）：石黒昇
- 作画：友永和秀、内山正幸、山崎和男他多数

- 制作：读卖电视台，OFFICE ACADEMY